# Biroia
Biroia (лат.) — род паразитических наездников из семейства Braconidae. Около 30 видов. 

## Распространение
Тропики Старого Света, включая Африку, Юго-Восточную Азию, Австралию.

## Описание
Мелкие перепончатокрылые наездники, длина тела около 5 мм.
Представителей рода можно отличить от всех других родов Agathidinae по следующей комбинации морфологических признаков: мезоскутум гладкий, нотаули отсутствуют; коготки передних и средних пар ног развдоенные; яйцеклад равен половине длины брюшка. Сестринский род Zacremnops обитает в Неотропике.
Виды предположительно, как и другие близкие группы, представляют собой одиночных койнобионтов-эндопаразитоидов гусениц Lepidoptera.
Род назван в честь венгерского зоолога Lajos Bíró (1856—1931).
- Biroia abdominalis
- Biroia bicolor
- Biroia cameroni
- Biroia dimidiata
- Biroia elegans
- Biroia ferruginea
- Biroia flavipennis
- Biroia foveola
- Biroia soror
- другие виды